# 奧古斯特 (什勒斯維希-霍爾斯坦-森訥堡-貝克)
奧古斯特（德語：August von Schleswig-Holstein-Sonderburg-Beck，1652年2月13日—1689年9月26日），奧古斯特·菲利普之子，什勒斯維希-霍爾斯坦-森訥堡-貝克公爵（1675—1689）。奧古斯特娶紹姆堡-利珀伯爵腓力一世的女兒海德薇希·露易絲，他們的兒子是腓特烈·威廉一世，另有女兒多蘿西婭·亨麗埃塔。1689年奧古斯特因痢疾去世。